# Musique galicienne

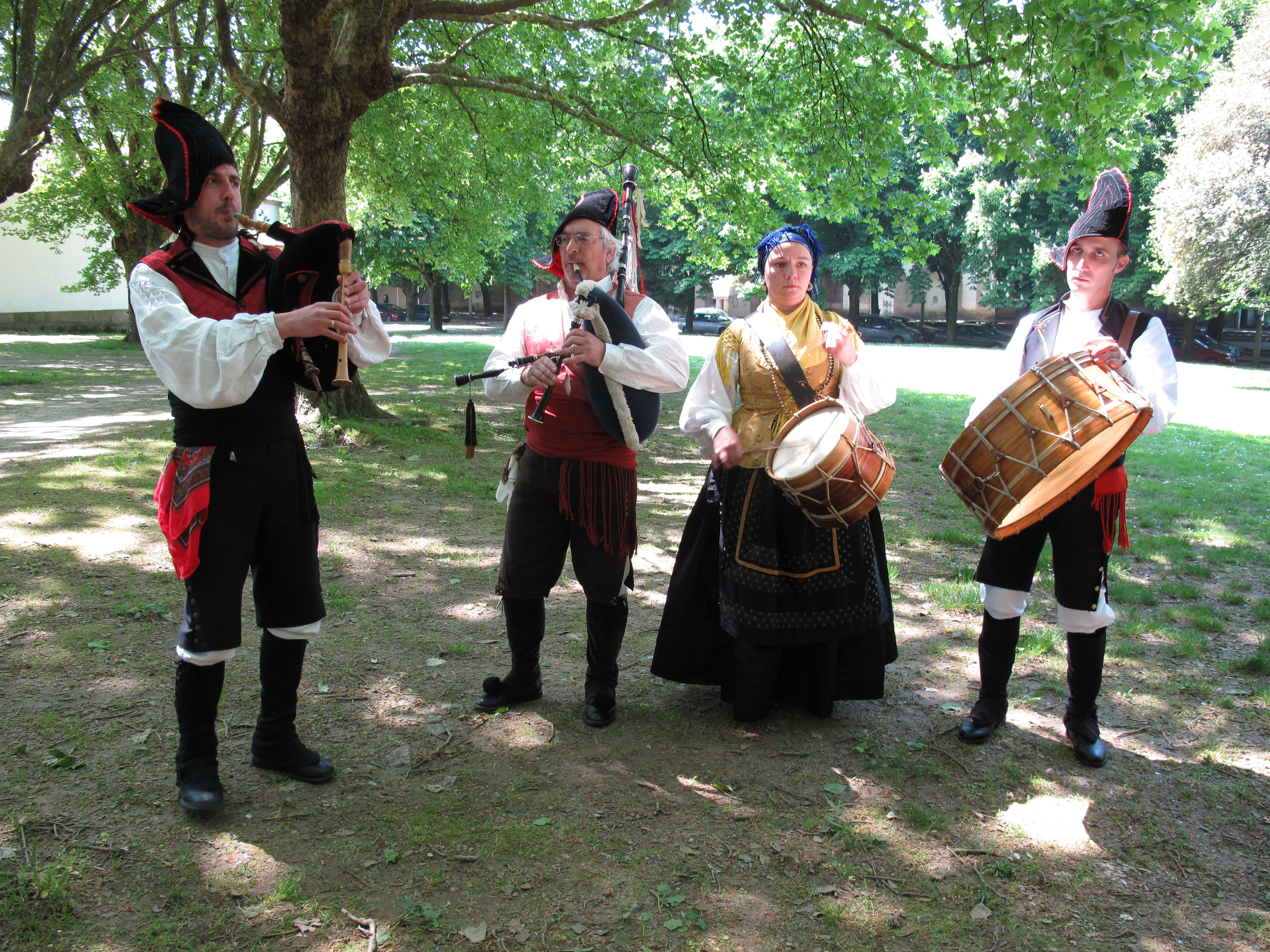
Gaitas, tambour et bombo dans un ensemble traditionnel galicien.

La musique galicienne est pratiquée dans la communauté autonome de Galice, en Espagne. Elle  peut être classée selon plusieurs styles selon leur origine :
- Alalá
- Cantar de bois
- Muiñeira
- Pasacorredoiras

## Formations musicales
Traditionnellement, une formation traditionnelle musicale galicienne est constituée de un bombo (grosse caisse), un tambour et des gaita, appellation donnée à la cornemuse de cette région.
À cette formation peuvent venir se greffer d'autres instrumentistes:
- os requinteiros, joueurs de requinta, flûte en bois.
- as pandereiteiras, chanteuses accompagnées de tambourins de basque.

L'intégration d'instruments comme la clarinette est postérieure.
Le violon était quant à lui principalement employé par les aveugles désireux de gagner leur vie. Ce n'est qu'avec le boom folk des années 70 qu'il va s'intégrer dans les formations musicales, se calquant sur les modèles irlandais.

## Instruments de musique
- Instruments mélodiques:
  - gaita: cornemuse
  - zanfona: vielle à roue
  - requinta: flûte traversière en bois
- Instruments de percussion:
  - pandeiro: caisse de bois à peau fixée sur la poitrine
  - pandeira: tambourin de basque de grandes dimensions
  - pandeireta: tambourin de basque de dimensions plus réduites
  - bombo: grosse caisse
  - tambor: tambour
  - cunchas de vieira: coquilles St-Jacques frottées l'une contre l'autre
  - bouteille d'anis

## Musiciens et groupes de musique

### Musique traditionnelle
- Ardentía
- Ancoradoiro
- Os Carunchos
- Os Cempés
- Chouteira
- Faíscas do Xiabre
- Treixadura
- Xistra de Coruxo

### Musique folk
- A Quenlla
- Pancho Álvarez
- Anubia
- Avalón
- Berrogüetto
- Camaxe
- Citania
- Cristina Pato
- Fia na Roca
- Fuxan os Ventos
- Irtio
- Leilía
- Lume
- Luar na Lubre
- Matto Congrio
- Milladoiro
- Mutenrohi
- Muxicas
- Na Lúa
- Carlos Núñez
- Mercedes Peón
- Quempallou
- Rodrigo Romaní
- Saraibas
- Susana Seivane
- Tanxugueiras
- Trasmundi
- Xosé Manuel Budiño
- Son de Seu
- Veronica Codesal

### Rock celtique
- A Compañía do Ruído
- GalegoZ
- Guezos
- Rastreros
- Ruxe-Ruxe
- Os Diplomáticos de Monte-Alto
- O Jarbanzo Negro
- Os Papaqueixos
- Os Resentidos

### Chanson
- A Roda
- Luis Emilio Batallán
- Emilio Cao
- Amancio Prada
- Suso Vaamonde
- Dios ke te Crew (Hip-Hop)